# Nossa Senhora das Graças
Nossa Senhora das Graças – miasto i gmina w Brazylii, w stanie Parana. Znajduje się w mezoregionie Norte Central Paranaense i mikroregionie Astorga.